# Lingua insubre
La lingua insubre era la lingua degli insubri, una popolazione discendente della cultura di Golasecca cui viene attribuita la fondazione di Milano. L'origine etnica degli insubri è tutt'oggi oggetto di dibattimento in ambito scientifico, se infatti è attestata la presenza della componente celtica, in particolar modo gallica, sono ancora in corso studi su una possibile presenza di un substrato ligure e quanto quest'ultimo possa aver influito sulla lingua e la cultura insubre.

## Classificazione
Di questa lingua, da lungo tempo estinta, poco si conosce, dal momento che sono scarsissimi i testi conosciuti in Italia: V. Pisani (1961: 331) recensiva solo tre testi: un'iscrizione da Briona (NO), una da Todi e una ("di dubbia attribuzione e scarso valore") trovata a Zignago (SP).
Pochi altri elementi per lo studio dell'insubre provengono dall'onomastica, come ad esempio il toponimo Mediolanum ("Milano"), in cui i linguisti vedono un composto indoeuropeo con un primo elemento medio da ie. *medhyo- "medio, in mezzo" e un secondo elemento lan- da connettere vuoi con l'ie. *plano- "pianura" (nel qual caso si avrebbe un'evoluzione fonetica caratteristica delle lingue celtiche, cioè la caduta di *p- iniziale), vuoi con il termine che nelle lingue germaniche compare come land "terra", vuoi con altri termini più ipotetici. D'altra parte, l'esistenza di numerosi toponimi Mediolanum nel resto delle Gallie sembra sì indicare che il termine sia celtico, ma non fornisce elementi per giudicare eventuali specificità linguistiche dell'insubre rispetto agli altri parlari gallici.
È attualmente in corso un dibattito in ambito linguistico tra chi sostiene che l'insubre sia solo un dialetto del gallico cisalpino, o se invece sia un'evoluzione storica del leponzio tale da rendere equivalenti i termini insubre e gallico cisalpino (Eska 2010). In ogni caso, questi termini vengono usati entrambi per riferirsi a lingue che sono in contrapposizione a quelle galliche transalpine, cioè le lingue celtiche parlate al di la delle Alpi.

## Uso del termine ai nostri giorni
A partire dagli anni novanta, al di fuori degli ambiti scientifici è diventato comune l'uso di definire impropriamente lingua insubre i dialetti occidentali del lombardo. Il fenomeno si inquadra in un contesto di riscoperta dell'omogenità culturale di aree della Lombardia, del Piemonte e del Canton Ticino, soprattutto da parte di formazioni politiche e associazioni che di queste specificità fanno il proprio elemento caratterizzante. Ciò non corrisponde però a una supposta continuità linguistica tra il celtico insubre e questo dialetto della lingua lombarda, che appartiene alla famiglia gallo-italica, di cui gli elementi linguistici celtici costituiscono uno dei sostrati, al pari del latino e del germanico.